# ديفيد لوري
ديفيد جوزيف لوري (بالإنجليزية: David Joseph Lowery)‏ (مواليد 20 يناير 1984 في نيوكاسل أبون تاين) لاعب كرة قدم من جزر تركس وكايكوس دولي يجيد اللعب في خط الهجوم . يلعب حاليا لصالح نادي شاركز من جزر تركس وكايكوس منذ 2006 .

## روابط خارجية
- ديفيد لوري على موقع الاتحاد الدولي (مؤرشف)  (الإنجليزية)
- ديفيد لوري على موقع قاعدة بيانات كرة القدم.إي يو (الإنجليزية)
- ديفيد لوري على موقع ناشيونال فوتبول تيمز (الإنجليزية)